# Shusaku Endo

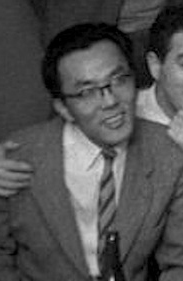
Endo (1954)

Shusaku Endo  (遠藤周作 Endō Shūsaku) född 27 mars 1923 i Tokyo, död 29 september 1996, var en japansk, katolsk författare. 
Endo studerade fransk litteratur i Tokyo och Lyon. 
En av hans kända romaner är Tystnaden (Chimmoku, 1966), som handlar om den blodiga förföljelsen av kristna i Japan på 1600-talet. En annan är Umi to dokuyaku, 1957, om japanska läkares experiment med krigsfångar under andra världskriget.